# 手机信号屏蔽器
手机信号屏蔽器又稱手機干擾器、信号屏蔽器、手機屏蔽器，是一種設備。該設備可以發送与移动通信相同频率的信号，干扰移动通信系统使手机不能正常通信。手机信号屏蔽器通常只能针对选定的部分用户手机，当出現一种新频段时，手机干扰器的干扰就失去作用。